# James Wendell
James Wendell (Estados Unidos, 3 de septiembre de 1890-20 de noviembre de 1958) fue un atleta estadounidense, especialista en la prueba de 110 m vallas en la que llegó a ser subcampeón olímpico en 1912.

## Carrera deportiva
En los JJ. OO. de Estocolmo 1912 ganó la medalla de plata en los 110 m vallas, empleando un tiempo de 15.2 segundos, llegando a meta tras su compatriota Frederick Kelly (oro con 15.1 s) y por delante de otro estadounidense Martin Hawkins (bronce con 15.3 segundos).